# Better Call Saul
Better Call Saul es una serie de televisión estadounidense de drama creada por Vince Gilligan y Peter Gould, derivada (spin-off) de Breaking Bad (2008-2013), también creada por Gilligan y de la que constituye a la vez una precuela y secuela. 
Ambientada entre principios y mediados de la década de 2000, seis años antes de los eventos de Breaking Bad, la serie sigue la historia de Jimmy McGill (interpretado por Bob Odenkirk), un exestafador de poca monta convertido en abogado, cuyo declive moral lo lleva a transformarse en el extrovertido Saul Goodman. La serie también explora parte del pasado de Mike Ehrmantraut (Jonathan Banks) y las circunstancias que lo llevaron a convertirse tanto en la mano derecha del narcotraficante Gus Fring (Giancarlo Esposito) como en el detective privado al que McGill usualmente recurre en Breaking Bad. 
El programa se estrenó en el canal AMC el 8 de febrero de 2015 y finalizó el 15 de agosto de 2022 con un total de 63 episodios en 6 temporadas. Netflix emite la serie en varios países y Movistar Series en España.
Better Call Saul recibió elogios de la crítica, con elogios por su actuación, personajes, escritura, dirección y cinematografía. Muchos críticos la consideraron una digna sucesora de Breaking Bad (algunos la consideraron superior a su predecesora) y una de las mejores series de televisión de todos los tiempos. Ha obtenido muchos premios y nominaciones, incluidos dos premios Peabody, 53 premios Primetime y Creative Arts Emmy, 19 premios Writers Guild of America, 20 Critics' Choice Television Awards, nueve Screen Actors Guild Awards y seis nominaciones en los Globo de Oro. En el momento de su emisión, el estreno de la serie ostentaba el récord de estreno de serie con guion con mayor audiencia en la historia del cable básico.

## Trama
Better Call Saul sigue la transformación de Jimmy McGill (Bob Odenkirk), un ex estafador que intenta convertirse en un abogado respetable, a la personalidad del extravagante abogado penalista Saul Goodman (un juego de palabras con la frase "[it]'s all good, man!"), seis años antes de aliarse con Walter White en Breaking Bad.
Inspirado en su hermano mayor Chuck (Michael McKean), Jimmy McGill trabaja inicialmente como un paupérrimo abogado, instalado en la trastienda de un salón de belleza que utiliza como hogar y oficina. Su amiga, con la que mantiene una relación romántica, Kim Wexler (Rhea Seehorn), trabaja como abogada en el bufete Hamlin, Hamlin & McGill (HHM), donde ella y Jimmy coincidieron trabajando. Su desarrollo como abogado lo involucran en la práctica del derecho de personas mayores, hasta interacciones con el mundo criminal; a la vez debe enfrentar el menosprecio tanto del socio de Chuck, Howard Hamlin (Patrick Fabian) como de su propio hermano.
Entre estos arcos se encuentra la incómoda tregua entre la familia Salamanca que sirven a los intereses del Cártel de Juárez, liderada primero por Héctor Salamanca (Mark Margolis) y luego por sus sobrinos Tuco (Raymond Cruz) y Lalo (Tony Dalton), y Gustavo Fring, un empresario cuya cadena de restaurantes, "Los Pollos Hermanos", es una fachada para el narcotráfico. Aquellos atrapados en la confusión que siguió incluyen a Ignacio "Nacho" Varga (Michael Mando), un socio de los Salamanca que quiere proteger a su padre de cualquier alianza, y Mike Ehrmantraut (Jonathan Banks), un ex oficial de policía de Filadelfia que se convierte en un reparador de Gus. A medida que continúan sus interacciones con los delincuentes, Jimmy asume la personalidad del extravagante y colorido Saul Goodman, y comienza a recurrir a su pasado de estafador mientras su trabajo como abogado pasa de cuestionable a poco ético e ilegal.
Además, el programa incluye flashforwards, que se muestran en blanco y negro, de la vida de Saul tras Breaking Bad. Estas muestran a Jimmy viviendo como un fugitivo bajo la identidad de Gene Takavic y siendo gerente de una tienda Cinnabon en Omaha, Nebraska.

## Reparto y personajes

### Reparto principal
- Bob Odenkirk como James "Jimmy" McGill / Saul Goodman / Gene Takavic: un exestafador de poca monta que se convierte en abogado, en general usa métodos poco éticos para obtener lo que desea.
- Rhea Seehorn como Kim Wexler: una abogada que trabaja en el bufete Hamlin, Hamlin & McGill. Es amiga de Jimmy, con el que mantiene una relación amorosa.
- Jonathan Banks como Mike Ehrmantraut: un exoficial de policía de Filadelfia que trabaja como cobrador de un estacionamiento. Paralelamente y de manera esporádica es guardaespaldas, investigador privado y un «solucionador de problemas».
- Patrick Fabian como Howard Hamlin: el cofundador de Hamlin, Hamlin & McGill y aparente némesis de Jimmy.
- Michael Mando como Ignacio «Nacho» Varga: un trabajador de desguace que además es miembro de la banda de Tuco Salamanca.
- Michael McKean como Chuck McGill (principal en las temporadas 1-3; invitado en las temporadas 4 y 6): el hermano mayor de Jimmy y cofundador de Hamlin, Hamlin & McGill. Se ve obligado a dejar su puesto de trabajo en el bufete debido a la repentina aparición de hipersensibilidad electromagnética.
- Giancarlo Esposito como Gus Fring (principal en las temporadas 3-6): propietario de Los Pollos Hermanos y un narcotraficante aliado del cartel mexicano.
- Tony Dalton como Lalo Salamanca (recurrente en la temporada 4; principal en las temporadas 5-6): sobrino de Héctor y primo de Tuco, Marco y Leonel, que ayuda a su familia con el negocio de las drogas tras el derrame cerebral de su tío.

### Elenco recurrente
- Kerry Condon como Stacey Ehrmantraut (temporadas 1-5; invitada en temp. 6): la nuera de Mike y madre de Kaylee.
- Jeremy Shamos y Julie Ann Emery como Craig y Betsy Kettleman (temporada 1; invitados en temp. 6): un tesorero del condado y su esposa, siendo Craig acusado de malversación de fondos.
- Steven Levine y Daniel Spencer como Lars y Cal Lindholm (temporada 1): dos patinadores y estafadores de poca monta.
- Miriam Colón como la abuela de Tuco Salamanca (temporada 1).
- Eileen Fogarty como la señora Nguyen (temporadas 1-2, 4; invitada en temp. 6): la propietaria de un salón de belleza que alberga la oficina y dormitorio de Jimmy en la parte de atrás del local.
- Peter Diseth como Bill Oakley: un abogado público rival de Jimmy.
- Josh Fadem como Marshall «Joey» Dixon (temporadas 2-6; invitado en temp. 1): un estudiante de cine que ayuda a Jimmy en varios proyectos versátiles.
- Julian Bonfiglio como Phil (temporadas 2-6; invitado en temp. 1): apodado «el chico del sonido», es un estudiante de cine que ayuda a Jimmy en varios proyectos versátiles.
- Barry Shabaka Henley como el detective Sanders (temporada 1): un policía de Filadelfia que en el pasado fue compañero de Mike.
- Dennis Boutsikaris como Richard Schweikart (temporadas 1-2, 4-6): el abogado de Sandpiper Crossing y el cofundador del bufete Schweikart & Cokely.
- Mel Rodríguez como Marco Pasternak (temporadas 1, 3): el mejor amigo de Jimmy y compañero de estafa cuando éste vivía en Cícero, Illinois.
- Joe DeRosa como Caldera (temporadas 1-4, 6): un médico veterinario que sirve como enlace entre Mike y empleadores criminales.
- Clea DuVall como Lara Cruz (temporadas 1-3): una doctora que se interesa en el caso particular de Chuck McGill.
- Marcos Proksch como Daniel «Pryce» Wormald (temporadas 1-3): un traficante de drogas de poca monta que contrata a Mike como seguridad.
- Jean Effron como Irene Landry (temporadas 1, 3, 6): una anciana residente de la casa de retiro Sandpiper y cliente de Jimmy.
- Brandon K. Hampton como Ernesto "Ernie" (temporadas 1-4): empleado de Hamlin, Hamlin & McGill.
- James E. Dowling como Francis Scheff (temporadas 1-4; invitado en temp. 6): abogado de Hamlin, Hamlin & McGill.
- Ed Begley Jr. como Clifford Main (temporadas 2, 4-6): jefe de Jimmy y socio mayoritario de Davis & Main.
- Omar Maskati como Omar (temporada 2): asistente de Jimmy en Davis & Main.
- Faith Healey (temporada 1), Abigail Zoe Lewis (temporadas 2-4) y Juliet Donenfeld (temporadas 5-6) como Kaylee Ehrmantraut: la nieta de Mike.
- Jessie Ennis como Erin Brill (temporadas 2-3, invitada en temp. 6): una empleada de Davis & Main que vigila de cerca a Jimmy.
- Cara Pifko como Paige Novick (temporadas 2-5): amiga de Kim y abogada asesora principal del banco Mesa Verde.
- Rex Linn como Kevin Wachtell (temporadas 2-5; invitado en temp. 6): jefe y dueño de los bancos Mesa Verde.
- Hayley Holmes como Sherry (temporadas 2-6): apodada como la «Chica dramática», es una estudiante de cine que se une al equipo de Jimmy como maquillista e intérprete para sus proyectos.
- Vincent Fuentes como Arturo Colón (temporadas 2-4): miembro de los matones de Héctor Salamanca.
- Juan Carlos Cantu como Manuel Varga (temporadas 2-6): padre de Nacho y dueño de un taller mecánico.
- Ann Cusack como Rebecca Bois (temporadas 2-4): exesposa de Chuck y una violinista reconocida.
- Tamara Tunie como Anita (temporadas 3-4): miembro del grupo de ayuda de Mike y Stacey.
- Don Harvey (temporadas 4-5) y Pat Healy (temporada 6) como Jeff, un taxista de Omaha que reconoce a Gene como Saul Goodman, tras los eventos de Breaking Bad.
- Rainer Bock como Werner Ziegler (temporada 4): ingeniero alemán que contrata Gus Fring para la construcción de un laboratorio subterráneo.
- Ben Bela Böhm como Kai (temporada 4; invitado en temp. 5): uno de los albañiles alemanes que trabajan con Ziegler en la construcción del laboratorio.
- Julie Pearl como Suzanne Ericsen (temporadas 4, 6; invitada en temp. 2, 5): asistente del fiscal de distrito del condado de Bernalillo.
- Keiko Agena como Viola Goto (temporadas 4-5; invitada en temp. 6): asistente de Kim.
- Stefan Kapičić como Casper (temporada 4; invitado en temp. 5-6): uno de los albañiles alemanes que trabajan con Ziegler en la construcción del laboratorio.
- Poorna Jagannathan como Maureen Bruckner (temporada 4): una especialista del hospital Johns Hopkins que viaja a Albuquerque para ayudar a Héctor a recuperarse tras su derrame cerebral.
- Barry Corbin como Everett Acker (temporada 5): un anciano agresivo al cual el banco Mesa Verde busca despojar de sus tierras para construir una de sus sucursales.
- Sandrine Holt como Cheryl Hamlin (temporada 6): la esposa ausente de Howard.
- Carol Burnett como Marion (temporada 6): la madre de Jeff que crea un vínculo especial con Gene/Saul.
- Max Bickelhaup como Buddy (temporada 6; invitado en temp. 5): amigo de Jeff.

### Reaparición de personajes deBreaking Bad
- Raymond Cruz como Tuco Salamanca (temporadas 1 y 2): un violento distribuidor de drogas que opera en el Valle Sur.
- César García como No-Doze (temporada 1): miembro cercano de la banda de Tuco.
- Jesús Payán, Jr. como Gonzo (temporada 1): miembro cercano de la banda de Tuco.
- T.C. Victoria Warner como una enfermera (temporada 1).
- Kyle Bornheimer como Ken Wins (temporada 2): un agente de bolsa arrogante.
- Stoney Westmoreland como el oficial Saxton (temporada 2): un oficial del Departamento de policía de Albuquerque.
- Jim Beaver como Lawson (temporada 2): un traficante de armas local en Albuquerque.
- Maximino Arciniega como Domingo «Krazy-8» Molina (temporadas 2-5): uno de los distribuidores de Tuco.
- Mark Margolis como Héctor «Tío» Salamanca (temporadas 2-6): tío de Tuco y miembro de alto rango en el cartel.
- Debrianna Mansini como Fran (temporadas 2 y 4): una camarera.
- Daniel y Luis Moncada como Leonel y Marco Salamanca (temporadas 2, 4-6): primos de Tuco y sobrinos de Héctor. Sirven como sicarios del cartel.
- Jennifer Hasty como Stephanie Doswell (temporada 2): una agente inmobiliaria.
- Tina Parker como Francesca Liddy (temporadas 3-4, 6): recepcionista de Saul Goodman.
- Lavell Crawford como Huell Babineaux (temporadas 3-6): futuro guardia de Saul en su oficina.
- Laura Fraser como Lydia Rodarte-Quayle (temporadas 3-5): socia de Gustavo Fring.
- Jeremiah Bitsui como Víctor (temporadas 3-6): matón y secuaz de Fring.
- Steven Bauer como Don Eladio Vuente (temporadas 3, 5-6): jefe del cartel de Juárez, socio de Fring y de Héctor Salamanca.
- Javier Grajeda como Juan Bolsa (temporadas 3-6): socio y miembro de alto rango del cartel de Juárez.
- Ray Campbell como Tyrus Kitt (temporadas 3-6): matón y secuaz de Fring.
- J. B. Blanc como Barry Goodman (temporadas 3-5): amigo y médico de Fring.
- David Costabile como Gale Boetticher (temporada 4): un químico aliado de Fring.
- Franc Ross como Ira (temporada 4): jefe de Todd Alquist en Vamonos Pest.
- Robert Forster como Ed Galbraith (temporada 5): dueño de una tienda de aspiradoras que a su vez tiene un negocio clandestino que ayuda a huir a personas que se encuentran en problemas.
- Dean Norris como Hank Schrader (temporada 5): agente de la DEA.
- Steven Michael Quezada como Steven Gomez (temporada 5): agente de la DEA y amigo de Hank Schrader.
- Nigel Gibbs como Tim Roberts (temporadas 5-6): un investigador.
- Norbert Weisser como Peter Schuler (temporada 5): amigo y socio de Fring.
- Julia Minesci como Wendy (temporada 6): prostituta de la ciudad.
- David Ury como Spooge (temporada 6): un criminal de poca monta.
- Bryan Cranston como Walter White (temporada 6): protagonista de Breaking Bad, un profesor de química de secundaria que, durante los eventos de Breaking Bad, que transcurren luego de Better Call Saul, se ve envuelto en asuntos de drogas y solicita los servicios de Saul para que lo ayude en el lavado de dinero.
- Aaron Paul como Jesse Pinkman (temporada 6): un estudiante de Walter White que, durante Breaking Bad, ayuda a éste a cocinar metanfetamina azul.
- Betsy Brandt como Marie Schrader (temporada 6): la esposa de Hank y cuñada de Walter White.
- John Koyama como Emilio Koyama (temporada 6): un delincuente amigo de Jesse.
- Todd Perry como Austin Ramey (temporada 6): Agente Especial a cargo de la división El Paso de la Administración de Control de Drogas.

### Doblaje al español
| Personaje                           | Actor original     | Voz hispanoamericana              | Voz Española                    |
| ----------------------------------- | ------------------ | --------------------------------- | ------------------------------- |
| James "Jimmy" McGill / Saúl Goodman | Bob Odenkirk       | Diego Brizzi / Alejandro González | Paco Vaquero                    |
| Kimberly "Kim" Wexler               | Rhea Seehorn       | Mariana Correa                    | Ana Jiménez                     |
| Mike Ehrmantraut                    | Jonathan Banks     | René Sagastume                    | Julio Sanchidrián / Vicente Gil |
| Howard Hamlin                       | Patrick Fabian     | Gustavo Dardés                    | Pablo del Hoyo                  |
| Charles "Chuck" McGill              | Michael McKean     | Álvaro Pandelo                    | Juan Perucho                    |
| Ignacio "Nacho" Varga               | Michael Mando      | Adrián Wowczuk                    | David Robles                    |
| Héctor Salamanca                    | Mark Margolis      | Gustavo Barrientos                | Fernando Hernández              |
| Eduardo "Lalo" Salamanca            | Tony Dalton        | Hernán Palma                      | Guillermo Romero                |
| Tuco Salamanca                      | Raymond Cruz       | Ariel Cister                      | Roberto Encinas                 |
| Gustavo "Gus" Fring                 | Giancarlo Esposito | Mario de Candia                   | David García Vázquez            |

## Producción

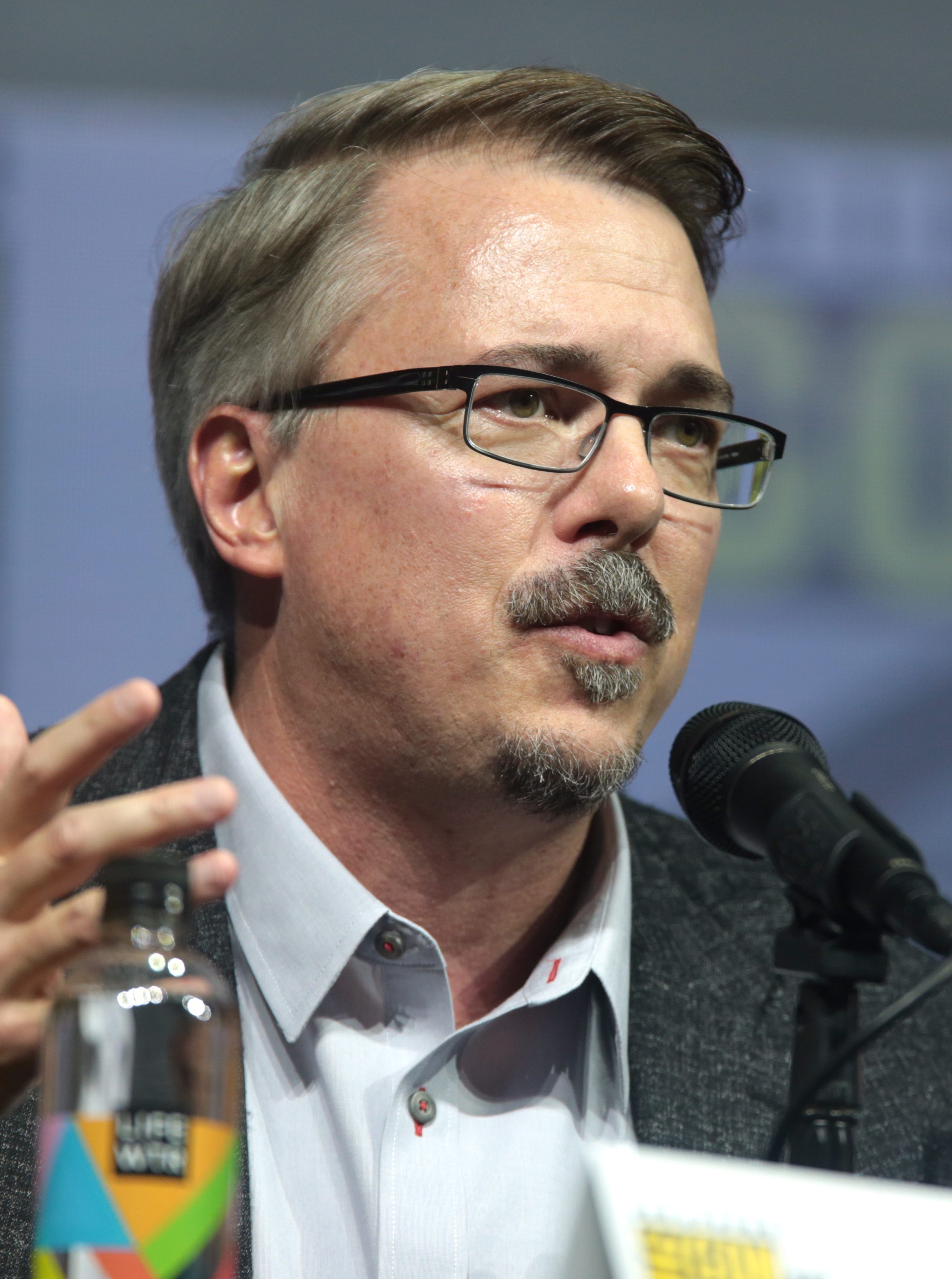
Vince Gilligan, creador de la serie

### Concepción
En abril de 2013, se anunció que se estaba desarrollando una precuela de Breaking Bad centrada en el personaje de Saul Goodman. Los responsables del proyecto fueron Vince Gilligan, creador de Breaking Bad y el guionista Peter Gould, que había escrito el episodio en que se presentó al personaje en la serie original.Gilligan ya había considerado la idea de realizar el proyecto en julio de 2012 al manifestar en una entrevista: «Me gusta la idea de una serie acerca de un abogado en que el protagonista principal hace lo que sea para estar fuera de un juzgado. Sería divertido, me gustaría».Durante su aparición en el programa Talking Bad, Odenkirk apuntó que Saul era uno de los personajes más populares de Breaking Bad, especulando que a la audiencia le gusta el personaje porque, pese a ser tan deshonesto como el resto, es el menos hipócrita de todos y porque es bueno en su trabajo.
En julio de 2013, Gilligan comentó que la serie todavía tenía que ser aceptada, pero que tanto él como Gould estaban preparando todo para que el proyecto saliera adelante.Dado que las negociaciones se prolongaron con AMC, Netflix intervino para proporcionar la sindicación web.Gould sería el showrunner; en octubre de 2013, Gilligan expresó su intención de dirigir el piloto, que tendría una fecha de estreno entre agosto y octubre de 2014.Finalmente la fecha se confirmó para noviembre de ese año.La serie está producida conjuntamente por la compañía audiovisual Sony Pictures Television y AMC, y su estreno se realizó en esta última cadena.
Después de la emisión de la segunda temporada, en marzo de 2016 AMC anunció la tercera temporada con 10 episodios, que se estrenó el 10 de abril de 2017.
El 27 de junio de 2017, se confirmó la continuidad de la serie para una cuarta temporada de 10 episodios, que se emitió en 2018. Esta temporada se estrenó por la cadena AMC en las pantallas de Estados Unidos el 6 de agosto de 2018.
El 23 de febrero de 2020 se estrenó la quinta temporada y sus creadores, Peter Gould y Vince Gilligan, confirmaron que la serie llegaría a su fin en su sexta temporada, que se estrenó en abril de 2022.

### Desarrollo
Durante el desarrollo de la serie, los productores consideraron darle una duración de 30 minutos a cada episodio, pero finalmente se decidió que fuese de una hora aproximadamente.Gilligan describió Breaking Bad como "25 por ciento de humor, 75 por ciento de drama" y especuló que revertirían eso para Better Call Saul. Si bien la intención era agregar más humor, el programa permaneció lleno de elementos dramáticos, y Odenkirk calificó la primera temporada como "85 por ciento drama, 15 por ciento comedia".
Gilligan y Gould inicialmente creyeron que Saul Goodman era insuficiente para llevar el programa por sí solo, y Gilligan pensó que el personaje era "un gran sabor" para un programa, pero no la sustancia. Con el tiempo, se dieron cuenta de que Saúl, en la época de Breaking Bad, era un hombre que había llegado a aceptarse a sí mismo y reconoció el potencial de contar la historia de cómo Saúl llegó a ser esa persona. Si bien varios de los personajes son abogados en el programa, Gilligan y Gould no querían escribir un programa legal, sino un programa criminal, pero que necesitaría algunos elementos legales. Para ayudar en estas áreas, los escritores hablaron con abogados reales y dedicaron tiempo a observar casos en el Tribunal Superior de Los Ángeles, observando que la mayor parte de la actividad en estos casos era tiempo de inactividad mientras se esperaba que otros completaran las acciones.

### Escritura
Gilligan y Gould comenzaron como co- showrunners de la serie. Los ex escritores de Breaking Bad Thomas Schnauz y Gennifer Hutchison se unieron al equipo de redacción, con Schnauz como coproductor ejecutivo y Hutchison como productor supervisor.También se unieron al equipo de redacción inicial Bradley Paul y el ex asistente del escritor de Breaking Bad, Gordon Smith.
Habiendo aprendido varias lecciones de Breaking Bad relacionadas con presagiar sin escribir la previsión, Gilligan y Gould se dieron más flexibilidad en cómo se desarrollaría la trama de Better Call Saul a lo largo de su ejecución. Desde el principio no tenían una idea clara de dónde terminaría fuera de la conexión con Breaking Bad. Por ejemplo, Gilligan y Gould ya se habían comprometido con el título de Better Call Saul al principio, por lo que al seguir esta ruta, creían que tenían que pasar rápidamente de Jimmy McGill a Saul Goodman, o de lo contrario lo harían decepcionar a su audiencia. Sin embargo, mientras escribían el programa, se dieron cuenta de que "no queremos llegar a Saul Goodman... y esa es la tragedia". Otro ejemplo incluye la actuación de Rhea Seehorn como Kim Wexler durante la primera temporada, lo que ralentizó aún más la transición de Jimmy y se centró más en la relación Jimmy-Kim en las temporadas siguientes. Gilligan comparó esto con el impacto que tuvo la actuación de Aaron Paul en el ritmo final de Breaking Bad.
Al escribir para Better Call Saul, Gilligan y Gould reconocieron que estaban incluyendo superposiciones con Breaking Bad y tenían ideas de personajes que incluirían, como Gus Fring, aunque sin un cronograma establecido dentro del desarrollo del programa. Gilligan describió el enfoque de escritura como si estuviera desarrollando dos programas separados, uno que se centra en Jimmy/Saul, Kim, Chuck y Howard, y un segundo en los personajes más familiares de Breaking Bad como Mike y Gus con cierta superposición, como si estuvieran dando el público dos espectáculos por uno. Siempre que fue posible, habían escrito personajes menores de Breaking Bad en partes más pequeñas o como huevos de Pascua para los fanáticos, pero Gilligan prefirió incluir personajes tan importantes de Breaking Bad como Walter o Jesse solo si esto parecía sin restricciones y satisfactorio para ambos el equipo de producción y las audiencias. 
Debido a la cercanía con la historia de Breaking Bad, al comienzo de cada temporada se le asignaría a un escritor la tarea de volver a ver los 62 episodios del programa y verificar que los guiones de la temporada de Better Call Saul no introdujeran conflictos. A medida que continuaba el programa, el "grupo de expertos" del programa, formado por los coordinadores de guiones Ariel Levine y Kathleen Williams-Foshee, revisó cada guion para ayudar a mantener la continuidad con Breaking Bad, incluido el seguimiento de los rasgos menores de los personajes y la garantía de pequeños detalles del programa anterior. se mantuvieron correctos si se mencionaron nuevamente. 
Gilligan dejó el equipo de redacción de Better Call Saul a principios de la tercera temporada para centrarse en otros proyectos, lo que resultó en que Gould se convirtiera en el único showrunner. Esta transición había sido planeada desde el debut del programa. Tras su partida, Gilligan expresó sus esperanzas de regresar a la sala de escritores durante la última temporada del programa. Permaneció involucrado en la cuarta y quinta temporada, pero tuvo poco que ver con el desarrollo de los contenidos del programa durante este período. En cambio, Gilligan redujo su papel a ser un "director contratado", habiendo dirigido un episodio durante cada temporada cuando no estaba en el equipo de redacción. Gilligan pasó a darle crédito a Gould por mantener la alta calidad de la serie. Gould traería a Gilligan de regreso a la sala de escritores para la sexta y última temporada, y lo calificó como "maravilloso tenerlo allí, para que podamos terminar este programa que comenzamos juntos".

### Casting
Bob Odenkirk confirmó que volvería a interpretar a Saul Goodman en el papel protagónico cuando se anunció la serie por primera vez, pero su personaje sería presentado como el abogado Jimmy McGill. A finales del mes de enero de 2014, se confirmó la incorporación del actor Jonathan Banks ―quien en Breaking Bad dio vida a Mike Ehrmantraut (un «arreglador de problemas»)― al reparto de la serie, como la mano derecha de Saul Goodman.
Los nuevos miembros del reparto incluyeron a Michael McKean como Chuck, el hermano mayor de McGill. McKean anteriormente apareció como estrella invitada en un episodio de Mr. Show de Odenkirk y en el episodio de Expedientes Secretos X de Gilligan "Dreamland". Rhea Seehorn audicionó y obtuvo el papel de Kimberly "Kim" Wexler en abril de 2014, su personaje fue descrito como "abogada prestigiosa... cuya dura vida se complica por sus enredos románticos con alguien más en la firma". En mayo de 2014, Patrick Fabian fue elegido para el programa como Howard Hamlin, un "abogado al estilo Kennedy que está ganando en la vida". Después de impresionar a Gilligan y Gould con su cinta de audición y prueba de pantalla, Michael Mando fue elegido como el "criminal inteligente y calculador" Ignacio "Nacho" Varga. El personaje de Mando había sido mencionado previamente pero no visto en el episodio de Breaking Bad "Better Call Saul".
Al comenzar la tercera temporada, Giancarlo Esposito se agregó al elenco principal como Gus Fring, un capo de la droga que anteriormente fue uno de los principales antagonistas de Breaking Bad. Esposito anteriormente fue miembro del elenco protagonista de Breaking Bad para el mismo papel. McKean dejaría la serie al final de la temporada debido a que su personaje fue eliminado, pero haría apariciones en la próxima temporada y en el final de la serie. Tony Dalton hizo su primera aparición como Lalo Salamanca en la cuarta temporada, y sería ascendido al elenco principal de la quinta. Al igual que Nacho, Lalo había sido un personaje mencionado sólo por su nombre en el mismo episodio de Breaking Bad "Better Call Saul".

#### Aparición de personajes deBreaking Bad
Antes de la segunda temporada, Gilligan confirmó que más personajes destacados de Breaking Bad harían apariciones especiales en el spin-off, pero no especificó qué personajes probablemente serían vistos. Para la siguiente temporada, Gilligan dijo que el programa había durado lo suficiente como para que cualquier reutilización de los personajes de Breaking Bad requeriría más que "sólo un cameo o un recorrido de Alfred Hitchcock", y que sus apariencias tendrían que ser esenciales para la historia.
Los actores principales de Breaking Bad, Bryan Cranston y Aaron Paul, dijeron regularmente que estarían abiertos a retomar sus respectivos papeles como Walter White y Jesse Pinkman en Better Call Saul. Sin embargo, ambos sostuvieron que aparecerían sólo si Gilligan encontraba una razón suficientemente buena para traerlos al programa. Paul mencionó la posibilidad de un cameo durante la primera temporada, pero esto fracasó. Tanto Cranston como Paul finalmente aparecerían en la última temporada.
Dean Norris, quien también fue miembro del elenco protagonista de Breaking Bad, declaró que no podía ser parte de las temporadas anteriores, en parte debido a su participación en la serie de CBS Under the Dome. Sin embargo, repitió su papel de Hank Schrader como estrella invitada en la quinta temporada. Inicialmente se hicieron planes para que Betsy Brandt repitiera su papel de la esposa de Hank, Marie Schrader, en un cameo en la segunda temporada. Sin embargo, la sala del escritores se opuso, considerando que la idea distraía al público. Brandt finalmente aparecería en la última temporada.
Otros miembros del elenco de Breaking Bad hablaron del potencial de estar en Better Call Saul. Antes de que comenzara la serie, Anna Gunn mencionó una "charla" con Gilligan sobre posibles apariciones especiales como Skyler White. Bill Burr iba a regresar como Patrick Kuby en la quinta temporada, pero la programación fracasó debido a que necesitaba atender un asunto personal. Después de que terminó la serie, Gould mencionó su deseo de traer de vuelta a los personajes restantes de Breaking Bad para el final, pero él y el personal de redacción no pudieron encontrar una manera adecuada de hacerlos encajar en la historia.

### Rodaje
La fotografía principal de las seis temporadas de Better Call Saul se llevó a cabo del 2 de junio de 2014 al 9 de febrero de 2022. Al igual que su predecesor, Better Call Saul está ambientado en Albuquerque, Nuevo México y sus alrededores y el rodaje se llevó a cabo principalmente en Albuquerque Studios. Gilligan dirigió el piloto. Se realizó una filmación adicional en marzo de 2022, después de que terminara la fotografía principal de la serie, para el avance de apertura del episodio de la sexta temporada "Point and Shoot". Con varios miembros del equipo pero ningún miembro del elenco disponible, la escena se filmó en Leo Carrillo State Beach, California. Esta fue la única vez que la serie se filmó fuera de Nuevo México. 
Las ubicaciones exteriores notables incluyen el restaurante Twisters utilizado anteriormente en Breaking Bad para Los Pollos Hermanos de Gus, un quiosco de estacionamiento en el Centro de Convenciones de Albuquerque donde Mike trabajó en las primeras temporadas, el antiguo palacio de justicia del condado de Bernalillo como palacio de justicia local y dos cercanos edificios de oficinas en North Valley, incluido el de Northrop Grumman, que en conjunto se utilizan para los espacios de oficinas de HHM.
La oficina administrativa de Jimmy está ubicada en un salón de uñas real, que los productores acomodaron trabajando con los propietarios. El restaurante Salamanca's es un auténtico negocio del Valle Sur que modificó ligeramente su producción para la feria, pero que por lo demás permaneció abierto. Las escenas ambientadas en Omaha se filman en Cottonwood Mall en Albuquerque; La producción trabajó con Cinnabon para traer equipos y artículos de servicio específicos de la época para los segmentos, y los extras en la tienda durante estas escenas son empleados de Cinnabon. La Oficina de Cine de Nuevo México informó que las primeras cuatro temporadas de Better Call Saul recaudaron más de 120 millones de dólares en el estado, y contrataron a 1.600 tripulantes para cada temporada y un total de 11.300 extras.
El director de fotografía del programa fue Arthur Albert durante las dos primeras temporadas y Marshall Adams a partir de la temporada 3. Además, Paul Donachie se desempeñó como director de fotografía en los episodios "Namasté" (2020), "Carrot and Stick" (2022). y "Hit and Run" (2022). Las temporadas 1 y 2 se filmaron principalmente con cámaras RED Dragon. A partir de la temporada 3, se incorporaron Panasonic VariCam Pure debido a su sensibilidad adicional con poca luz. Esto permitió al equipo filmar tomas exteriores extra anchas tanto de noche como de día, y filmar en escenarios en una oscuridad casi total, como por la noche en la casa sin electricidad de Chuck. Para escenas que requieren filmar desde espacios reducidos, se utilizó una cámara Panasonic Lumix GH4. En la temporada 4, se utilizaron tres cámaras RED y dos VariCam Pure. Para las temporadas 5 y 6, se utilizó principalmente Arri ALEXA LF.

### Secuencia de apertura
La secuencia del título de cada episodio presenta una imagen diferente de baja calidad que recuerda los días de Saul Goodman en Breaking Bad. Esto incluye el globo inflable de la Estatua de la Libertad que se encontraba encima de la oficina de Saul, un cajón con teléfonos desechables guardado en su escritorio y un banco en la parada de autobús que anunciaba su negocio. Gould y Gilligan se inspiraron en la mala calidad de las primeras cintas VHS y los valores de producción notoriamente bajos de la televisión de acceso público de la década de 1980, y en el hecho de que los anuncios de Saul Goodman en Breaking Bad estaban hechos en un estilo similar. Tenían la intención de que las secuencias de títulos parecieran "intencionalmente de mierda" para diferenciarse de sus contemporáneos, que generalmente tenían una mayor calidad visual y estándares de producción. Algunas de las secuencias de títulos se crearon a partir de metraje no utilizado de Breaking Bad, pero otras se filmaron específicamente para crear otras nuevas. Las secuencias de títulos fueron elaboradas por el editor asistente Curtis Thurber y musicalizadas por el guitarrista de Little Barrie, Barrie Cadogan. Cuando Cadogan estaba armando la música, le dijeron que los productores querían una pieza musical que se cortaría abruptamente a los 15 segundos.
Como cada temporada, excepto la última, tiene diez episodios cada una, los créditos del título para el número de episodio correspondiente de cada temporada reutilizarían la misma imagen. Sin embargo, a partir de la segunda temporada, la calidad de la imagen de cada una de las secuencias de títulos del episodio continuaría disminuyendo al parpadear intermitentemente en blanco y negro, y continuaría perdiendo color con cada temporada que pasaba. Esto hizo que muchos teorizaran que esto simbolizaba la transición gradual de la historia de Jimmy McGill a la de su alter ego Saul Goodman y a su posterior a Breaking Bad, Gene Takavic, cuyas escenas eran completamente en blanco y negro.
Dado que la última temporada contó con trece episodios en lugar de los diez habituales, las secuencias de títulos adoptarían un nuevo formato. Durante "Nippy", la secuencia del título muestra la taza de "El mejor abogado del mundo" de Saul Goodman cayéndose de su escritorio y rompiéndose en el suelo, como era típico durante el décimo episodio de la temporada. Sin embargo, la imagen del título y la música se detienen prematuramente y son reemplazadas por una pantalla azul, que recrea los efectos de una grabación de video casera en una videograbadora, y luego muestra el título del programa y los créditos del creador. Este es también el primer episodio que tiene lugar íntegramente después de los acontecimientos de Breaking Bad. Las tres secuencias de títulos restantes conservan el fondo azul, pero muestran brevemente una imagen nunca antes vista en la introducción, con una versión distorsionada del tema musical debajo. Luego vuelven al fondo azul y muestran el título y los créditos del creador. Antes de que se reanude el programa, nuevamente muestran brevemente otra imagen nueva que se verá más adelante en los episodios.

## Temporadas
| Temporada | Temporada | Episodios | Episodios | Emisión original      | Emisión original     |
| Temporada | Temporada | Episodios | Episodios | Primera emisión       | Última emisión       |
| --------- | --------- | --------- | --------- | --------------------- | -------------------- |
|           | 1         | 10        | 10        | 8 de febrero de 2015  | 6 de abril de 2015   |
|           | 2         | 10        | 10        | 15 de febrero de 2016 | 18 de abril de 2016  |
|           | 3         | 10        | 10        | 10 de abril de 2017   | 19 de junio de 2017  |
|           | 4         | 10        | 10        | 6 de agosto de 2018   | 8 de octubre de 2018 |
|           | 5         | 10        | 10        | 23 de febrero de 2020 | 20 de abril de 2020  |
|           | 6         | 13        | 7         | 18 de abril de 2022   | 23 de mayo de 2022   |
|           | 6         | 13        | 6         | 11 de julio de 2022   | 15 de agosto de 2022 |

## Recepción
Better Call Saul recibió críticas muy favorables, con elogios particulares por su actuación, personajes y cinematografía; muchos críticos la han considerado una digna sucesora de Breaking Bad y una de las mejores precuelas jamás realizadas; incluso, algunos la consideran superior a su predecesora.En septiembre de 2019, The Guardian clasificó el programa en el puesto 48 de su lista de los 100 mejores programas de televisión del siglo XXI y lo describió como "una pieza de carácter sumamente mesurada que ha mejorado constantemente a medida que se ha materializado su tragedia central". En 2021, Empire clasificó a Better Call Saul en el puesto 27 de su lista de Los 100 mejores programas de televisión de todos los tiempos. También en 2021, la BBC la votó como la 23.ª mejor serie de televisión del siglo XXI, según la elección de 206 expertos en televisión de todo el mundo. En septiembre de 2022, Rolling Stone incluyó a Better Call Saul como el 32.º mejor programa de televisión de todos los tiempos, en su lista actualizada de 2016.

### Comparación conBreaking Bad
Después de la emisión del final de la serie, Stuart Jeffries de The Guardian dijo que la serie había superado sorprendentemente a su predecesora en calidad, diciendo: "Durante seis series, Better Call Saul evolucionó hasta convertirse en un drama más profundo y hermoso sobre la corrupción humana que su predecesor. Se transformó en algo visualmente más suntuoso que Breaking Bad, sin perder nunca, ni por un momento, su destreza verbal y su brújula moral". Craig Elvy de Screen Rant también opinó que la serie era mejor que su predecesora, diciendo: "El spin-off de Jimmy McGill deja un legado muy familiar: elogios sostenidos y entusiastas del público y los críticos, coronados por un final que satisface en todos los ámbitos. "Continuó diciendo: "Cuando comenzó Better Call Saul, muchos habrían esperado que el spin-off pudiera escapar de la sombra de Breaking Bad o de alguna manera mejorar la historia de Walt y Jesse con nuevos detalles esclarecedores. Pocos se atrevieron a soñar que Better Call Saul lograría ambas cosas y la pura ambición de crear un spin-off que abarque completamente a su predecesor y al mismo tiempo exista en un ámbito totalmente diferente ejemplifica por qué Better Call Saul tiene una ventaja siempre tan leve sobre Breaking Bad. Jeremy Urquhart de Collider hizo una comparación entre la calidad de ambas series, diciendo: "Breaking Bad tiene éxito como una tragedia de suspenso y crimen con una trama trepidante, y Better Call Saul funciona como una tragedia de ritmo más lento y centrada en los personajes. drama (con algo de comedia negra)". Dijo que la lista "no pretende argumentar que uno es mejor que el otro. Es una cuestión de preferencia personal, pero es difícil negar que hay ciertas cosas que Better Call Saul hace mejor, pero también algunas áreas en las que no lo hace". "No es tan bueno como su programa principal".

### Elogios
Ha recibido distintas nominaciones, entre las que se incluyen un Premio Peabody, veintitrés Premios Primetime Emmy, once Premios WGA, cinco Premios de la Crítica Televisiva, un Premio del Sindicato de Actores y dos Premios Globo de Oro. 
El estreno de la serie tuvo el récord del estreno de una serie con guion con más audiencia en la historia del cable básico de Estados Unidos en el momento de su emisión.